# See You Later, Alligator
"See You Later, Alligator", oorspronkelijk getiteld "Later, Alligator", is een nummer uit 1955 geschreven door de Amerikaanse singer-songwriter Bobby Charles. In 1956 bracht de Amerikaanse band Bill Haley & His Comets de meest succesvolle versie van het lied uit op single.

## Achtergrond
"See You Later, Alligator" is een lied met een typisch bluesschema. Het werd geschreven door Robert Charles Guidry, die het in 1955 onder zijn artiestennaam Bobby Charles opnam. In november van dat jaar werd het, onder de titel "Later, Alligator", door Chess Records als single uitgebracht, met het lied "On Bended Knee" op de B-kant. Charles was een Cajun en werd zodoende beïnvloed door de Cajunmuziek. Voor het lied schreef hij in de stijl van de Neworleansblues. De melodie is afkomstig uit het lied "Later for You, Baby" van Guitar Slim uit 1954. Op 1 december 1955 werd het lied ook opgenomen door Roy Hall.
Op 12 december 1955 namen Bill Haley & His Comets de bekendste versie van "See You Later, Alligator" op tijdens een sessie voor Decca Records. Samen met de B-kant "The Paper Boy (On Main Street U.S.A.)" werd het lied opgenomen in het Decca Building in New York. De versie van Haley heeft een sneller tempo dan het origineel van Charles, mede doordat het vanwege het gebruik van een tweekwartsmaat van een rhythm-and-bluesshuffle in een rock-'n-rolllied veranderde. Zijn versie begint met gitarist Franny Beecher die de titel van het lied in een kinderlijke stem uitspreekt.
"See You Later, Alligator" werd een grote hit voor Haley, die de zesde plaats in de Amerikaanse Billboard Hot 100 en de zevende plaats in de Britse UK Singles Chart behaalde. Ook in Nederland werd de zevende plaats in de hitlijst van het tijdschrift Elsevier, een voorloper van de Single Top 100, gehaald. Het lied kwam ook voor in de film Rock Around the Clock uit 1956, waarin het live door Bill Haley & His Comets werd gespeeld. Vanwege de populariteit van de single groeide de zin "see you later, alligator" uit tot een catchphrase, alhoewel dit niet het eerste gebruik van deze zin was. Het antwoord hierop is dan "take a while, crocodile". Haley nam het nummer in de jaren '60 nog driemaal op, terwijl Bobby Charles het in de jaren '90 opnieuw opnam.
Andere versies van "See You Later, Alligator" werden uitgebracht door onder meer Rood Adeo & Nighthawks at the Diner, Dr. Feelgood, Freddie & the Dreamers, Alan Freed met The Modernaires, Horst Jankowski, James Last, Mud, Sha-Na-Na, Millie Small, Ringo Starr en Lawrence Welk.

## Hitnoteringen

### Elsevier
| Hitnotering maand 1: december 1956 Hitnotering maand 2: maart 1957 | Hitnotering maand 1: december 1956 Hitnotering maand 2: maart 1957 | Hitnotering maand 1: december 1956 Hitnotering maand 2: maart 1957 | Hitnotering maand 1: december 1956 Hitnotering maand 2: maart 1957 | Hitnotering maand 1: december 1956 Hitnotering maand 2: maart 1957 |
| Maand                                                              | 1                                                                  |                                                                    | 2                                                                  |                                                                    |
| ------------------------------------------------------------------ | ------------------------------------------------------------------ | ------------------------------------------------------------------ | ------------------------------------------------------------------ | ------------------------------------------------------------------ |
| Nummer                                                             | 7                                                                  | uit                                                                | 9                                                                  | uit                                                                |

### NPO Radio 2 Top 2000
| Nummer met noteringen in de NPO Radio 2 Top 2000 | '99  | '00  | '01  |
| ------------------------------------------------ | ---- | ---- | ---- |
| See You Later, Alligator                         | 1510 | 1795 | 1893 |

1. ↑  Een vetgedrukt getal geeft de hoogste notering aan.
2. ↑  Deze tabel is bijgewerkt tot en met de laatste editie (2024).